# Boca de Huérgano
Boca de Huérgano is een gemeente in de Spaanse provincie León in de regio Castilië en León met een oppervlakte van 291,84 km². Boca de Huérgano telt 485 inwoners (1 januari 2016).

## Demografische ontwikkeling
Bron: INE, 1857-2011: volkstellingen
Opm.: In 1857 werd de gemeente Portilla de la Reina